# Mycalesis
Mycalesis is een geslacht van vlinders uit de onderfamilie Satyrinae van de familie Nymphalidae. De wetenschappelijke naam van het geslacht is voor het eerst geldig gepubliceerd in 1818 door Jacob Hübner.
De typesoort is Papilio francisca Stoll, 1780

## Soorten
- Mycalesis adamsoni Watson, 1896
- Mycalesis adolphei Guérin, 1843
- Mycalesis aethiops Butler, 1868
- Mycalesis albocincta Rebel, 1914
- Mycalesis alboplaga Rebel, 1914
- Mycalesis amoena Druce, 1873
- Mycalesis analis Aurivillius, 1895
- Mycalesis anapita Moore, 1857
- Mycalesis anaxias Hewitson, 1862
- Mycalesis anaxioides Marshall & de Nicéville, 1883
- Mycalesis anisops Karsch, 1892
- Mycalesis anynana Butler, 1879
- Mycalesis arabella Fruhstorfer, 1906
- Mycalesis aramis Hewitson, 1866
- Mycalesis asochia Hewitson, 1866
- Mycalesis atrata Röber, 1887
- Mycalesis aurivillii Butler, 1895
- Mycalesis barbara Grose-Smith, 1894
- Mycalesis bazochii (Guérin, 1829)
- Mycalesis benina Grünberg, 1912
- Mycalesis benitonis Strand, 1913
- Mycalesis bibundensis Strand, 1913
- Mycalesis biformis Rothschild, 1915
- Mycalesis bilineata Fruhstorfer, 1906
- Mycalesis bisaya Felder, 1863
- Mycalesis bizonata Smith, 1902
- Mycalesis buea Strand, 1911
- Mycalesis cacodaemon Kirsch, 1877
- Mycalesis campa Karsch, 1893
- Mycalesis campides Strand, 1911
- Mycalesis chapini Holland, 1920
- Mycalesis completa Gaede, 1915
- Mycalesis cooksoni Druce, 1905
- Mycalesis decipiens Martin, 1929
- Mycalesis deianira Hewitson, 1862
- Mycalesis dekeyseri Condamin, 1958
- Mycalesis dentata Sharpe, 1898
- Mycalesis desolata Butler, 1876
- Mycalesis dexamenus Hewitson, 1862
- Mycalesis discobolus Fruhstorfer, 1907
- Mycalesis dohertyi (Elwes, 1891)
- Mycalesis dorothea Cramer, 1782
- Mycalesis drusillodes Oberthür, 1894
- Mycalesis dubia Aurivillius, 1893
- Mycalesis duponchelii (Guérin, 1830)
- Mycalesis durga Smith & Kirby, 1892
- Mycalesis eleutheria Rebel, 1911
- Mycalesis eminens Staudinger, 1893
- Mycalesis ena Hewitson, 1877
- Mycalesis erna (Fruhstorfer, 1898)
- Mycalesis erysichton Ehrmann, 1894
- Mycalesis evansii Tytler, 1914
- Mycalesis evara Fruhstorfer, 1906
- Mycalesis feae Aurivillius, 1910
- Mycalesis fernandina Schultze, 1914
- Mycalesis francisca Cramer, 1782
- Mycalesis fulvianetta Rothschild, 1916
- Mycalesis funebris Guérin, 1844
- Mycalesis fuscum (Felder, 1860)
- Mycalesis golo Aurivillius, 1893
- Mycalesis gotama Moore, 1857
- Mycalesis graueri Rebel, 1914
- Mycalesis haasei (Röber, 1887)
- Mycalesis heri Moore, 1857
- Mycalesis hewitsonii Doumet, 1861
- Mycalesis hintzi Strand, 1911
- Mycalesis horsfieldii (Moore, 1892)
- Mycalesis hyperanthus Bethune-Baker, 1908
- Mycalesis imitatrix Martin, 1929
- Mycalesis inga (Fruhstorfer, 1898)
- Mycalesis inopia Fruhstorfer, 1908
- Mycalesis interrupta Grose-Smith, 1889
- Mycalesis ita Felder, 1863
- Mycalesis italus (Hewitson, 1865)
- Mycalesis itys Felder, 1867
- Mycalesis janardana Moore, 1857
- Mycalesis kenia Rogenhofer, 1891
- Mycalesis kina Staudinger, 1892
- Mycalesis lamani Aurivillius, 1911
- Mycalesis langi Holland, 1920
- Mycalesis lepcha (Moore, 1880)
- Mycalesis lorna Grose-Smith, 1894
- Mycalesis madjicosa Butler, 1868
- Mycalesis maianeas Hewitson, 1864
- Mycalesis malsara Moore, 1857
- Mycalesis malsarida Butler, 1868
- Mycalesis mamerta Cramer, 1780
- Mycalesis mandanes Hewitson, 1874
- Mycalesis marginata (Moore, 1881)
- Mycalesis maura Grose-Smith, 1894
- Mycalesis medontias Hewitson, 1874
- Mycalesis meeki Rothschild, 1915
- Mycalesis mehadeva (Boisduval, 1832)
- Mycalesis mesogenina Grünberg, 1912
- Mycalesis messene Hewitson, 1862
- Mycalesis mestra Hewitson, 1862
- Mycalesis mildbraedi Gaede, 1915
- Mycalesis milyas Hewitson, 1864
- Mycalesis mineus (Linnaeus, 1758)
- Mycalesis misenus de Nicéville, 1889
- Mycalesis missionarii Hulstaert, 1923
- Mycalesis moorei Felder, 1867
- Mycalesis mucia Hewitson, 1862
- Mycalesis mynois Hewitson, 1864
- Mycalesis mystes (de Nicéville, 1891)
- Mycalesis nala Felder, 1859
- Mycalesis nerida Grose-Smith, 1894
- Mycalesis neustetteri Rebel, 1914
- Mycalesis newayana (Fruhstorfer, 1911)
- Mycalesis nicotia Westwood, 1850
- Mycalesis nobilis Aurivillius, 1893
- Mycalesis noblemairei Javet, 1894
- Mycalesis obscura Aurivillius, 1901
- Mycalesis oculus Marshall, 1880
- Mycalesis olivia Grünberg, 1912
- Mycalesis ophthalmicus (Westwood, 1888)
- Mycalesis oroatis Hewitson, 1864
- Mycalesis orseis Hewitson, 1864
- Mycalesis owassae A. Schultze, 1914
- Mycalesis pandaea Hopffer, 1874
- Mycalesis panthaka Fruhstorfer, 1909
- Mycalesis patiana Eliot, 1969
- Mycalesis patnia Moore, 1857
- Mycalesis pavonis Butler, 1876
- Mycalesis periscelis Fruhstorfer, 1908
- Mycalesis perseoides (Moore, 1892)
- Mycalesis perseus Fabricius, 1775
- Mycalesis persimilis Joicey & Talbot, 1921
- Mycalesis phalanthus Staudinger, 1887
- Mycalesis phidon Hewitson, 1862
- Mycalesis philippina (Moore, 1892)
- Mycalesis procora Karsch, 1893
- Mycalesis radza Moore, 1877
- Mycalesis rama (Moore, 1892)
- Mycalesis rhacotis Hewitson, 1866
- Mycalesis ribbei Neustetter, 1916
- Mycalesis sandace Hewitson, 1877
- Mycalesis sangaica Butler, 1877
- Mycalesis sara Mathew, 1887
- Mycalesis sciathis Hewitson, 1866
- Mycalesis sebetus Hewitson, 1877
- Mycalesis semperi (Moore, 1892)
- Mycalesis shiva (Boisduval, 1832)
- Mycalesis siamica Riley & Godfrey, 1921
- Mycalesis sirius Fabricius, 1775
- Mycalesis splendens Mathew, 1887
- Mycalesis suaveolens Wood-Mason & de Nicéville, 1883
- Mycalesis subdita (Moore, 1892)
- Mycalesis subignobilis Strand, 1913
- Mycalesis subspersa Rothschild, 1915
- Mycalesis sudra Felder, 1867
- Mycalesis tagala Felder, 1863
- Mycalesis taxilides Fruhstorfer, 1911
- Mycalesis teba (Strand, 1912)
- Mycalesis technatis Hewitson, 1877
- Mycalesis terminus Fabricius, 1775
- Mycalesis thyateira (Fruhstorfer, 1911)
- Mycalesis tilmara Fruhstorfer, 1906
- Mycalesis transfasciata Hulstaert, 1924
- Mycalesis treadawayi (Schröder, 1976)
- Mycalesis unica Leech, 1892-1893
- Mycalesis uniformis Bethune-Baker, 1908
- Mycalesis valeria Grose-Smith, 1898
- Mycalesis valeriana Smith, 1902
- Mycalesis vicaria Thurau, 1903
- Mycalesis visala Moore, 1857
- Mycalesis vulgaris Butler, 1868
- Mycalesis wayewa Doherty, 1891
- Mycalesis zinebi (Butler, 1869)